# Viișoara (Botoșani)
Viișoara è un comune della Romania di 2 222 abitanti, ubicato nel distretto di Botoșani, nella regione storica della Moldavia.
Il comune è formato dall'unione di 3 villaggi: Cuza Vodă, Viișoara, Viișoara Mică.
Viișoara ha dato i natali al naturalista e botanico Dimitrie Brândză (1846 - 1895), fondatore dei Giardini botanici di Bucarest.